# Marion Center (Pennsylvanie)
Pour les articles homonymes, voir Marion Center.
Marion Center est un borough situé au nord de la partie centrale du comté d'Indiana, en Pennsylvanie, aux États-Unis,. En 2010, il comptait une population de 451 habitants. Le borough est fondé en 1841 et incorporé le 28 mars 1868.

## Démographie
Lors du recensement de 2010, le borough comptait une population de 451 habitants. Elle est estimée, en 2019, à 446 habitants.

### Source de la traduction
- (en) Cet article est partiellement ou en totalité issu de l’article de Wikipédia en anglais intitulé « Marion Center, Pennsylvania » (voir la liste des auteurs).